# Ester Rada
Ester Rada (Kiryat Arba, 7 de marzo de 1985) es una actriz y cantante israelí de origen etíope.

## Biografía
Rada nació en Kiryat Arba, en una familia de judíos etíopes religiosos. Sus padres, originalmente de una villa cercana a Gondar, llegaron a Israel provenientes de un campamento de refugiados en Sudán durante la Operación Moisés, en 1984.
Creció hablando amhárico en casa y hebreo en la escuela. Su padre era un conocido cantor en la comunidad etíope en Kiryat Arba. Sus padres se divorciaron cuando ella era una niña; tiempo después, se mudó junto con su madre y hermano mayor a Netanya en 1996, cuando Rada tenía 11 años, mudanza la cual ella considera un punto de inflexión en su vida, ya que la familia se mudó a un barrio menos observante, donde la mayoría eran judíos etíopes, y también comenzó a interactuar con olim franceses, los cuales estaban familiarizados con el funk y el rap, algo impensable de oír en un asentamiento religioso como Kiryat Arba.
Actualmente, está trabajando en su segundo álbum, después de publicar su aclamado primer EP, escrito y compuesto por ella misma, "Life Happens", el cual fue producido por los productores israelíes Kuti (Kutiman/Thru-You) y Sabbo (Soulico), a principios de 2013, así como su primer álbum, Ester Rada, en 2014.

## Carrera
Rada inició su carrera como actriz en obras musicales, y ganó un premio por su actuación en el musical del teatro Habima, HaLahaka (La Tropa). En 2007, tuvo una participación importante en la serie de televisión "Deus". En el mismo año, volvió a actuar en Habima, para la obra  Sdakim bebeton. Su carrera de música, por el contrario, inició durante su servicio militar en las Fuerzas de Defensa del Israel, donde  cantaba canciones pop israelíes dentro de la banda del IDF.
Después de la salida al mercado de su primer EP,  comenzó a tener popularidad en todo el mundo popularidad, presentándose en una gira por Europa, los Estados Unidos y Canadá. Recientemente ha actuado en el Glastonbury Festival., así como de telonera del concierto de Alicia Keys en Israel. Su vídeo "Life Happens" ha sido retransmitido en MTV France, MTV East Europe y MTV Israel, así como en VH1. Rada considera a Nina Simone, Ella Fitzgerald y Aretha Franklin como sus principales influencias musicales, junto a Erykah Badu, Lauryn Hill, Jill Scott, música tradicional religiosa de Bnei Akiva y el jazz etíope, especialmente Mulatu Astatke y Mahmoud Ahmed
Rada ha actuado en varios israeli y acontecimientos internacionales, como:
- InDnegev festival. Mitzpeh Gvulot, 2012
- Glastonbury Festival, 2013
- Festival des Musiques Métisses. Angoulême, 2014
- Festival Banlieues Bleues. Aubervilliers, 2014
- Festival "Musiques d'Ici et d'Ailleurs". Châlons-en-Champagne, 2015
- Small World Music Festival. Toronto, 2015[4]
- Lotus World Music and Arts Festival. Bloomington, 2015[5]
- Coastal Jazz Festival. Vancouver, 2015/2016
- WOMADelaide. Adelaide, 2016[8]

### Life Happens
A principios de 2013, Rada presentó su EP, Life Happens, el cual contiene cuatro canciones escritas y compuestas por ella. El álbum fue positivamente recibido por la crítica, quiénes describen su música cuando "un sonido transcultural que es una reflexión profunda de la patrimonio de los etíopes nacidos en Israel" y "una composición encantadora de Ethio-Jazz, Funk, Soul y R&B, con tonos de groove africano". BBC destacó su álbum debut como una "combinación seductora de su potente y sentimental voz, con Jazz Etíope, Funk y R&B."

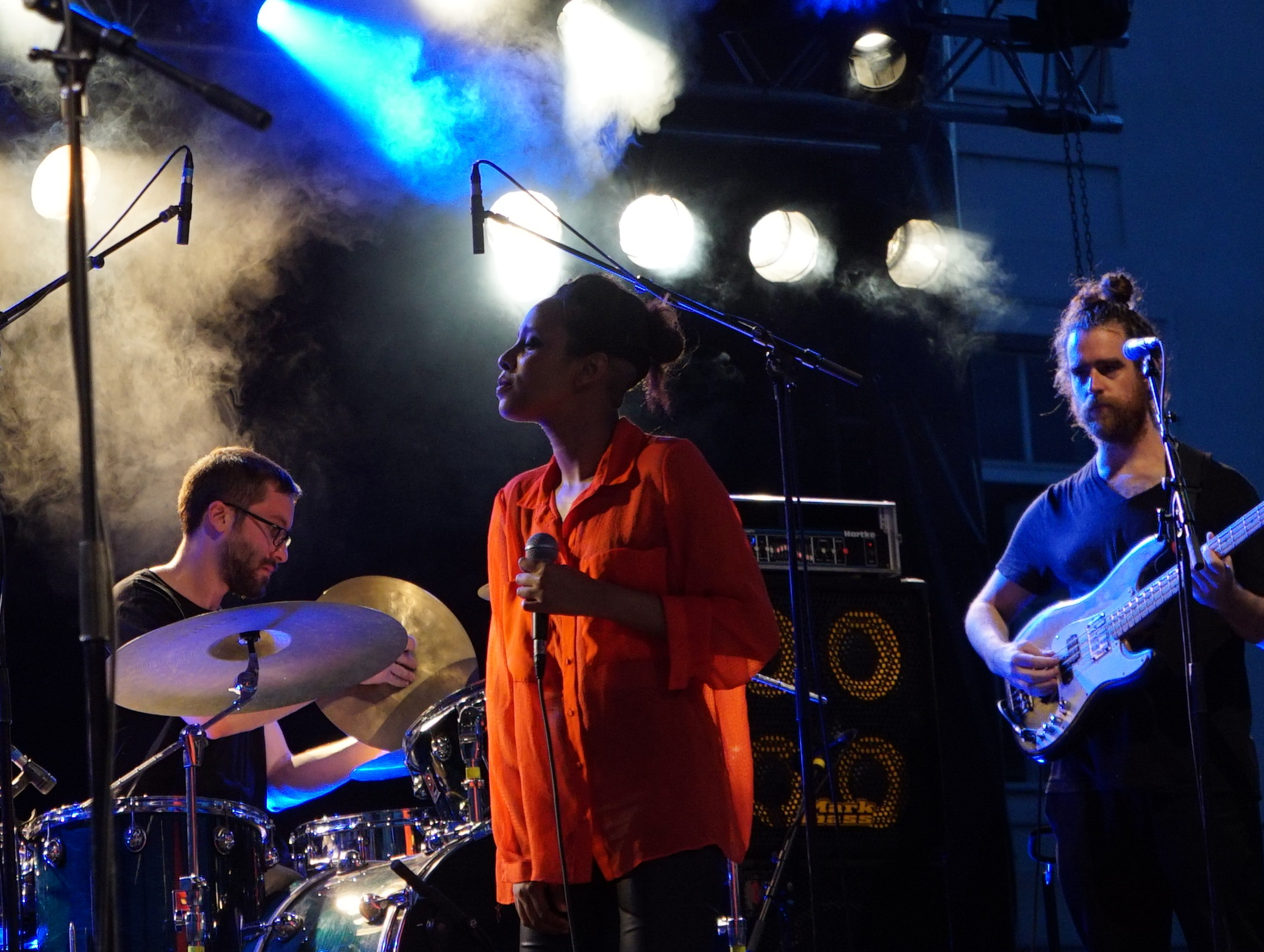
Ester Rada en Châlons-en-Champagne.

### Ester Rada
El 9 de febrero de 2014, fue publicado su primer álbum de larga duración, Ester Rada. El álbum fue muy bien recibido por la crítica y el público. Además de los sencillos ya incluidos en su EP, el álbum incluye tres singles - No More, Sorries y Nanu Nay; los primeros dos se convirtieron en hits en las radios israelíes, mientras que Nanu Nay logró posicionarse de número 7 durante varias semanas en las carteleras del país, siendo ésta la primera canción en amhárico en llegar a estar entre las 10 canciones más escuchadas en Israel.
En mayo de 2014,  cantó en la ceremonia de encencido de antorchas en Monte Herzl, como parte de las celebraciones de Día de Independencia de Israel.
A principios de 2015, Rada firmó un contrato con la casa disquera Discograph (que pertenece a Harmonia Mundi), para la distribución de su álbum Ester Rada en Europa.

## Filmografía y apariciones en televisión
- Od ani holeh (2010)
- Zrubavel
- Kirot[3]
- The Special[3]
- New York (serie de la operadora de cable Yes)
- Haganenet (2014)
- Eshet HaShagrir (2016)[15]

## Discografía

### Álbumes
- Ester Rada (2014)

### EPs
- Life Happens (2013)
- I Wish (2015)

## Vida personal
Rada estuvo casada con Gili Yalu, cantante de Zvuloon Dub System, una banda israelí de reggae. Hoy en día, Rada mantiene una relación con Gal Dahan, y  tienen un hijo llamado Pele, cuyo nombre en hebreo significa 'maravilla' o 'milagro '.

## Nominaciones y premios
| Award                        | Category         | Recipient  | Result   |
| ---------------------------- | ---------------- | ---------- | -------- |
| 2013 MTV Europe Music Awards | Best Israeli Act | The Ultras | Nominado |